# Peridinea
Os peridíneos (Peridinea) constituem uma classe de protistas dinoflagelados e fotossintéticos.